# جون كارتر (مغني)
جون كارتر (بالإنجليزية: John Carter)‏ هو مغني وكاتب أغاني ومنتج أسطوانات بريطاني، ولد في 20 أكتوبر 1942 في برمنغهام في المملكة المتحدة.

## وصلات خارجية
- جون كارتر على موقع IMDb (الإنجليزية)
- جون كارتر على موقع ميوزك برينز (الإنجليزية)
- جون كارتر على موقع ميوزك برينز (الإنجليزية)
- جون كارتر على موقع قاعدة بيانات الأفلام السويدية (السويدية)
- جون كارتر على موقع أول ميوزيك (الإنجليزية)
- جون كارتر على موقع ديسكوغز (الإنجليزية)
- جون كارتر على موقع ديسكوغز (الإنجليزية)
- جون كارتر على موقع قاعدة بيانات الفيلم (الإنجليزية)